# Belisana forcipata
Belisana forcipata is een spinnensoort uit de familie trilspinnen (Pholcidae). De soort komt voor in China. 